# The Evening News
The Evening News byl londýnský večerník, který se stal populární v době, kdy ho vlastnili bratři Harmsworthové. Alfred a Harold jej koupili v roce 1884 za £25,000. The Evening News byl založen v roce 1881 a s publikován skončil v roce 1980, kdy byl sloučen s deníkem Evening Standard. Poté byl obnoven na osm měsíců v roce 1987. Dlouhou dobu byl nejprodávanějším večerníkem v Londýně. Do roku 1974 byl vydáván ve formátu broadsheet, po tomto roce až do svého konce v roce 1980 byl vydáván jako tabloid (bulvár). 

## Editoři
1881: Martin Fradd
1882: Charles Frederick Williams
1883: Frank Harris
1887: I. Rubie
1889: W. R. Lawson
1889: J. H. Copleston
1894: Kennedy Jones
1896: Walter Evans
1922: Charles Beattie
1924: Frank Fitzhugh
1943: Guy Schofield
1950: J. Marshall
1954: Reg Willis
1967: John Gold
1974: Louis Kirby
1987: Lori Miles